# Pristiphora borea
Pristiphora borea är en stekelart som först beskrevs av Friedrich Wilhelm Konow 1904.  Pristiphora borea ingår i släktet Pristiphora, och familjen bladsteklar. Arten är reproducerande i Sverige.